# Тудорешть
Тудорешть (рум. Tudorești) — село в Кагульском районе Молдавии. Наряду с селом Букурия входит в состав коммуны Букурия.

## География
Село расположено на высоте 58 метров над уровнем моря. Рядом с селом, вдоль его восточной окраины по направлению с севера на юг протекает река Малая Салчия, левый приток реки Большая Салчия (водосборный бассейн реки Ялпуг).

## Население
По данным переписи населения 2004 года, в селе Тудорешть проживает 106 человек (47 мужчин, 59 женщин).
Этнический состав села:
| Национальность | Число жителей | Процентный состав |
| -------------- | ------------- | ----------------- |
| молдаване      | 103           | 97.17             |
| болгары        | 2             | 1.89              |
| гагаузы        | 1             | 0.94              |
| Всего          | 106           | 100 %             |